# Randall Delgado
Randall Enrique Delgado (né le 9 février 1990 à Las Tablas, Los Santos, Panamá) est un lanceur droitier des Ligues majeures de baseball qui a joué pour les Braves d'Atlanta en 2011 et 2012 et pour les Diamondbacks de l'Arizona entre 2013 et 2018.

## Carrière

### Braves d'Atlanta
Sous contrat chez les Braves d'Atlanta, Randall Delgado gradue en 2010 chez les Braves du Mississippi de la Southern League, le club-école de la franchise d'Atlanta au niveau Double-A. Il y amorce la saison 2011 avant d'être rappelé par Atlanta lorsque les Braves sont privés de leur lanceur Tommy Hanson, qui souffre d'une tendinite.
Delgado fait ses débuts dans les majeures comme lanceur partant des Braves le 17 juin 2011. Chassé du match par les Rangers du Texas après quatre manches lancées, il est le lanceur perdant. Il effectue 7 départs pour Atlanta en 2011 et savoure sa première victoire le 20 septembre sur les Marlins de la Floride. Enchaînant cinq bonnes sorties en septembre, il clôt ce premier passage dans les majeures avec une moyenne de points mérités de 2,83 en 35 manches lancées.
Delgado rejoint les Braves en avril 2012 pour la nouvelle saison et demeure avec Atlanta jusqu'à ce qu'il soit rétrogradé aux mineures en juillet,. En 17 départs et une présence en relève pour les Braves, sa moyenne de points mérités s'élève à 4,37 en 92 manches et deux tiers lancées. Il reçoit 4 victoires mais encaisse 9 défaites.

### Diamondbacks de l'Arizona
Le 24 janvier 2013, Delgado est, avec les joueurs de troisième but Martin Prado et Brandon Drury, le lanceur droitier Zeke Spruill et l'arrêt-court Nick Ahmed, l'un des cinq joueurs transférés aux Diamondbacks de l'Arizona pour acquérir le voltigeur étoile Justin Upton et le troisième but Chris Johnson.
Delgado effectue 19 départs pour Arizona en 2013 et ajoute une présence en relève. Sa moyenne de points mérités s'élève à 4,26 en 116 manches et un tiers lancées. Il remporte 5 victoires et encaisse 7 défaites.